# ميرزاعلي بهرام بيغي (باتاوة)
ميرزاعلي بهرام بيغي (بالفارسية: میرزاعلی بهرام بیگی) هي قرية تقع في إيران في قسم باتاوة الريفي. يقدر عدد سكانها بـ 250 نسمة .